# Pelastoneurus nitidus
Pelastoneurus nitidus är en tvåvingeart som beskrevs av Van Duzee 1931. Pelastoneurus nitidus ingår i släktet Pelastoneurus och familjen styltflugor. Inga underarter finns listade i Catalogue of Life.